# Бурков, Алексей Юрьевич
Алексей Юрьевич Бурков (род. 1990) — российский программист, хакер, осужденный в США за компьютерные преступления.

## Биография
Житель Санкт-Петербурга. Программист-фрилансер: занимался информационной безопасностью, программированием, а также работал с базами данных.
Бурков был задержан в аэропорту Тель-Авива 13 декабря 2015 года по запросу США во время прохождения паспортного контроля при выезде из Израиля. Около четырёх лет Бурков провел в израильских тюрьмах. Запросы на его экстрадицию направляли и Россия, и США.
По сообщениям израильских СМИ, Россия всячески пыталась не допустить экстрадиции Буркова в Америку. Москва предложила обмен заключёнными: экстрадицию Буркова в Россию за освобождение гражданки Израиля и США Наамы Иссахар, осуждённой российским судом на 7,5 лет.
30 октября 2019 года министр юстиции Израиля подписал решение в пользу США
Адвокаты пытались обжаловать выдачу Алексея Буркова США, но 10 ноября 2019 года Высший суд справедливости Израиля отклонил прошение Буркова не экстрадировать его в Соединенные Штаты. 12 ноября россиянина экстрадировали и в этот же день он предстал на заседании суда Восточного округа штата Вирджиния.
Минюст США предъявил Буркову пять уголовных обвинений в мошенничестве, сговоре, краже личных данных и отмывании денег. Его обвиняют в том, что он руководил веб-сайтом Cardplanet, где продавались номера дебетовых и кредитных платёжных банковских карт, многие из которых принадлежали гражданам США. Эти данные, согласно судебным документам, были украдены, в основном в результате проникновения в компьютеры. Обвинение считает, что Бурков продал 150 тысяч украденных номеров кредитных карт по цене от $2,6 до $60 за штуку. В итоге мошенники, которые воспользовались этими данными, совершили незаконные покупки на сумму более $20 млн.
Если Бурков был бы признан виновным по всем статьям обвинения, ему грозило до 80 лет тюрьмы. С Буркова американские власти требуют также выплаты 21 миллиона 400 тысяч долларов и передачи интернет-домена Cardplanet.
Бурков признал себя виновным в мошенничестве с устройствами доступа а также в сговоре с целью мошенничества, кражи персональной информации, вторжении в компьютерные системы и отмывании денег. В июне 2020 года его приговорили к девяти годам тюрьмы с зачетом срока нахождения под стражей в Израиле и в США до приговора. 